# 長身中鋸鯻
長身中鋸鯻（學名：Mesopristes elongatus）為鱸形目鱸亞目鯻科的其中一種，分布於非洲馬達加斯加淡水及洄水區，體長可達16公分，成魚棲息在底中層水域，成群活動，屬雜食性，成魚會保護卵並搧動魚鰭提供足夠的氧，生活習性不明，可做為食用魚。

## 擴展閱讀
維基物種上的相關：長身中鋸鯻